# Kazimierz Krakowczyk
Kazimierz Krakowczyk, właśc. Rudolf Józef Krakowczyk (ur. 5 października 1933 w Pszowie, zm. 17 marca 2014 w Nowym Targu) – polski duchowny katolicki, sercanin, wieloletni duszpasterz i opiekun Kaplicy Matki Boskiej Leśnej, Królowej Gorców (kaplicy Papieskiej lub Partyzanckiej) na Polanie Rusnakowej pod Turbaczem, nazywany „gazdą w sutannie”, kapelan ratowników GOPR i lotników związanych z Aeroklubem Podhalańskim.

## Życiorys
Pochodził z Górnego Śląska. Jego dziadek brał udział w powstaniu śląskim, a ojciec Bernard i brat Zygmunt byli górnikami. Matka Anna z d. Sowa (zm. 1978) pochodziła z Pszowa. Ojciec zginął tragicznie w kopalni w styczniu 1954, mając 45 lat.
Naukę w seminarium sercanów Krakowczyk rozpoczął 1 września 1948 w Krakowie-Płaszowie. Po dwóch latach zdecydował się wstąpić do zgromadzenia sercanów: w czerwcu 1950 rozpoczął postulat w Stadnikach, a kilka miesięcy później, we wrześniu – nowicjat. Mistrzem nowicjatu był wówczas ks. Władysław Majka – pierwszy mistrz nowicjatu w historii Prowincji Polskiej Zgromadzenia Księży Najświętszego Serca Jezusowego.
13 września 1951 w Stadnikach Rudolf Józef Krakowczyk złożył śluby zakonne i otrzymał imię zakonne „Kazimierz”. Następnie w Krakowie-Płaszowie kontynuował naukę z zakresu szkoły średniej. Po likwidacji małego seminarium sercanów w 1952 rozpoczął studia filozofii i teologii u dominikanów w Krakowie, gdzie zaliczył dwa lata filozofii i dwa lata teologii, przygotowując się jednocześnie do matury (zdał ją w Tarnowie w 1958). Trzeci i czwarty rok studiów teologicznych odbył w otwartym w 1956 przez sercanów studium teologicznym w Krakowie-Płaszowie.
29 czerwca 1959 w Kościele Bożego Ciała w Krakowie przyjął z rąk bpa Karola Wojtyły święcenia kapłańskie. Na prymicjach w rodzinnym Pszowie w lipcu 1959 kazanie wygłosił ks. Stanisław Nagy.
Przez następny rok uczęszczał ks. Krakowczyk na tzw. tirocinium (dodatkowe wykłady, dokształcenie) u franciszkanów w Krakowie i uczył łaciny w małym seminarium na „Lachówce” w Mszanie Dolnej. W latach 1961-1963 pomagał w biurze dla dobroczyńców w Krakowie-Płaszowie. Posługę kapłańską Krakowczyk rozpoczął w 1964 od pełnienia funkcji wikariusza w parafiach księży sercanów kolejno: w Węglówce (2 miesiące), następnie w Stadnikach (2 lata), Krakowie-Płaszowie (3 lata) i Chmielowie (2 lata).
Na przełomie 1971 i 1972 nie miał stałego zajęcia z powodu problemów zdrowotnych. Pomagał w duszpasterstwie w Pliszczynie i Mychowie, m.in. ucząc na zastępstwach lekcyjnych katechezy oraz dekorując przestrzeń kościelną i afisze liturgiczne. Oprócz tych czynności w kolejnym miejscu pobytu, a mianowicie ponownie w Chmielowie, brał udział w zajęciach sportowych (założył nawet drużynę piłkarską).
W 1973 ponownie zamieszkał w Stadnikach, gdzie pomagał przy tworzeniu dekoracji, pracował w biurze albo zastępował księży w pobliskich parafiach. Ze Stadnik wyruszał od czasu do czasu w Gorce, w stronę Turbacza, który – jak mówił – urzekł go od pierwszego wejrzenia.
W 1975 zamieszkał w domu zakonnym sercanów przy ul. Gimnazjalnej 6 w Zakopanem i został kapelanem w szpitalu w Nowym Targu.
Tuż przed pielgrzymką papieża Jana Pawła II do Polski w czerwcu 1979, ks. Krakowczyk stał się duszpasterzem i opiekunem Kaplicy Matki Boskiej Leśnej, Królowej Gorców, która – dzięki staraniom Czesława Pajerskiego – stanęła na Polanie Rusnakowej. Ponieważ kaplicę ofiarowano w darze Ojcu Świętemu, miłośnikowi górskich wędrówek, by uczcić objęcie przez niego urzędu papieża, nazywano ją też kaplicą Papieską. Krakowczyk zgromadził w niej wiele pamiątek związanych z historią Polski, m.in. hełmy żołnierzy spod Monte Cassino.
Poza sezonem o. Krakowczyk mieszkał w domu zakonnym księży sercanów w Zakopanem, a w sezonie turystycznym wracał w Gorce. Od maja do października, każdej niedzieli, a z czasem i w sobotę, wchodził na Turbacz, by odprawiać msze św. w kaplicy. Gdy zyskały one dużą popularność zarówno wśród mieszkańców Podhala, jak i turystów, zamieszkał w pobliżu kaplicy, w bacówce Czesława Pajerskiego, gdzie nie było ani bieżącej wody, ani prądu. Zimą zatrzymywał się w schronisku na Turbaczu, miał tam mały pokoik, który opłacał własną pracą na zmywaku w kuchni. W jakiś czas później parafia waksmundzka pomogła mu postawić chałupę na skraju lasu. Czasem schodził do miasta na zakupy, pozałatwiać jakieś sprawy, ale zazwyczaj krzątał się w pobliżu, bo zawsze znalazł się ktoś chętny, by zajrzeć do środka kaplicy, pomodlić się, porozmawiać, wyspowiadać.
Krakowczyk był duchownym, którego z łatwością rozpoznawano dzięki charakterystycznej „kamedulskiej” brodzie. Nazywano go „turbaczowym proboszczem”, a z czasem dano mu też przydomek „gazda w sutannie”.
Pasterzem górali podhalańskich i turystów był przez 35 lat. Odwiedzało go wielu przybyszów z Polski i z całego świata, wśród nich wielu duchownych, m.in. ks. prof. Józef Tischner, który zapoczątkował odprawianą tam corocznie do dziś mszę św. za ludzi gór i do 1997 głosił przy Kaplicy Matki Boskiej Leśnej, Królowej Gorców swoje słynne kazania o „ślebodzie” (wolności). W stanie wojennym w tych tzw. Mszach Ludzi Gór uczestniczyło niemal dziesięć tysięcy osób.
Ks. Krakowczyk zastępował niekiedy ks. Dionizego Śmiałkowskiego i ks. Pawła Łukaszkę w odprawianiu dorocznych mszy św. w Sanktuarium Maksymiliana Marii Kolbego na pobliskiej polanie Brożek.
W 1990 na prośbę zarządu Aeroklubu Tatrzańskiego Krakowczyk został przez kurię krakowską mianowany jego kapelanem. Wiele razy odprawiał na nowotarskim lotnisku msze św. z okazji Święta Lotnictwa Polskiego czy początku sezonu. Podobnie czynił przy różnych okazjach dla goprowców, strażaków i innych, którzy poprosili o mszę św.
W 2010 ks. Krakowczyk po raz pierwszy nie odprawił pasterki z powodów zdrowotnych. Kilka miesięcy spędził w szpitalu w Limanowej, po czym wrócił w Gorce. We wrześniu 2013 znowu trafił na kilka miesięcy do szpitala, tym razem w Rabce-Zdroju, a potem do szpitala w Zakopanem. Ostatecznie skorzystał z uprzejmości sióstr nazaretanek i zamieszkał w ośrodku Caritas w Rabie Wyżnej. Stamtąd, gdy poczuł się bardzo źle, został odwieziony do szpitala w Nowym Targu, gdzie zmarł 17 marca 2014. Msza święta pogrzebowa odbyła się 21 marca w kościele na Chramcówkach w Zakopanem. Trumnę z ciałem zmarłego o. Krakowczyka wiózł z kościoła na cmentarz zaprzęg konny w asyście górali i nowotarskiej orkiestry dętej. Krakowczyka żegnali: jego brat i najbliższa rodzina, ludzie gór, podhalańscy ratownicy, strażacy OSP, leśnicy i lotnicy, koło łowieckie, przyjaciele, znajomi, duchowni z nowotarskiego i zakopiańskiego dekanatu, siostry zakonne, współbracia sercanie, prezes Stowarzyszenia „Drogami Tischnera”, z wykształcenia zootechnik – Kazimierz Tischner z Łopusznej, brat ks. Józefa Tischnera, z którym ks. Krakowczyk prowadził długie dysputy o górach, ojczyźnie, gorczańskich partyzantach i polskiej „ślebodzie”, oraz znany podhalański poeta, emerytowany lekarz stomatolog Roman Dzioboń, który odczytał trzy swoje wiersze dedykowane zmarłemu księdzu.
Duchownego pochowano na cmentarzu przy ul. Nowotarskiej w Zakopanem, w grobowcu księży sercanów.
Po jego śmierci opiekę nad kaplicą Papieską przejął o. Kazimierz Dadej.